# Randy Cunningham
Randy »Duke« Cunningham, ameriški častnik, vojaški pilot, letalski as in kongresnik, * 8. december 1941, Los Angeles, Kalifornija.
Cunningham je bil prvi Američan, ki je postal letalski as med vietnamsko vojno (poleg njega je le Richard Ritchie dosegel ta status).

## Odlikovanja
- mornariški križec
- srebrna zvezda (2x)
- zračna medalja (15x)
- škrlatno srce